# Sporazum o posebnim odnosima između Republike Hrvatske i Federacije Bosne i Hercegovine
Sporazum o posebnim odnosima između Republike Hrvatske i Federacije Bosne i Hercegovine je sporazum kojim Republika Hrvatska i Federacija BiH uspostavljaju posebne odnose, cilj kojih je postupna izgradnja sve razvijenijih institucionalnih i drugih oblika međusobne suradnje u ovisnosti od općih političkih i gospodarskih uvjeta, te poštovanja posebnih interesa Republike Hrvatske i Federacije BiH.

## Sporazum
Posebni odnosi iz ovog Sporazuma odnose se na poticanje potpuno transparentne suradnje izvršnih, zakonodavnih i drugih institucija Republike Hrvatske i Federacije BiH sukladno Mirovnom sporazumu i Ustavima Federacije BiH i Bosne i Hercegovine u sljedećim područjima:
1. gospodarska suradnja i trgovina, poticanje zajedničkih ulaganja, osobito u područjima prometne infrastrukture, komunikacija i telekomunikacija, izgradnje i suradnje u korištenju industrijskih, energetskih, poljoprivrednih i drugih potencijala i kapaciteta;
2. poticanje i suradnja u području planiranja i gospodarske politike, te suradnja u razvitku i obnovi;
3. suradnja u području zakonodavstva;
4. suradnja u provedbi privatizacije i denacionalizacije;
5. suradnja u području znanosti i tehnologije, odgoja i obrazovanja, kulture i športa;
6. suradnja u području socijalne politike i zdravstva;
7. suradnja u području turizma, zaštite okoliša i korištenja prirodnih izvora;
8. suradnja u području informiranja;
9. suradnja na razvitku regionalne i lokalne uprave i samouprave;
10. suradnja u rješavanju imovinskopravnih pitanja;
11. suradnja u području unutarnjih poslova;
12. suradnja u području obrane (školovanje, opremanje, zajednička proizvodnja i dr.) u mjeri u kojoj je u skladu s teritorijalnim integritetom i suverenitetom Bosne i Hercegovine i Mirovnim sporazumom;
13. poticanje suradnje nevladinih organizacija;
14. sukladno odredbama sporazuma iz Washingtona i Mirovnog sporazuma, strane će se zauzimati, u granicama svojih ovlasti, za uspostavljanje europskog prometnog koridora od luke Ploče do sjeverne granice Bosne i Hercegovine, te za potrebu izgradnje cestovnog prometa Dubrovnik-Ploče-Bihać-Zagreb (preko Neuma). Strane će osnovati zajednička društva za usklađivanje infrastrukturne izgradnje i odvijanje kopnenog prometa za povezivanje Republike Hrvatske i Federacije BiH.

Radi provedbe posebnih odnosa Republike Hrvatske i Federacije BiH, osniva se Zajedničko vijeće za suradnju Republike Hrvatske i Federacije BiH. Vijeće priprema i usvaja prijedloge i preporuke za nadležne izvršne i zakonodavne, te znanstvene, kulturne i druge institucije Republike Hrvatske i Federacije BiH. Vijeće sačinjavaju Predsjednik Republike Hrvatske, te Predsjednik i potpredsjednik Federacije BiH. Vijeće imenuje Stalni odbor sastavljen od šest članova. Republiku Hrvatsku će u Stalnom odboru zastupati predsjednik Vlade, jedan potpredsjednik Vlade i odgovarajući resorni ministar, a Federaciju BiH premijer i zamjenik premijera Federacije BiH te odgovarajući resorni ministar. Vijeće i Stalni odbor donose prijedloge i preporuke konsenzusom.

## Aneks (dodatak)
- Aneks za provedbu suranje u području znanosti, tehnologije i visoke naobrazbe uz sporazum o posebnim odnosima između Republike Hrvatske i Federacije Bosne i Hercegovine[2]

## Neprovođenje
Washingtonskim sporazumom od 18. ožujka 1994. dogovoreno je primirje između Hrvatskog vijeća obrane i Armije Republike Bosne i Hercegovine. Unutarnji ustroj teritorija s bošnjačkim i hrvatskim pučanstvom u Republici Bosni i Hercegovini, preoblikovan je u Federaciju Bosne i Hercegovine, koja se sastoji od federalnih jedinica, županija (izvorno: kantona), koji imaju jednaka prava i odgovornosti. Županijski sustav predstavljao je svojevrsnu obranu kako bi se spriječila dominacija jednog naroda nad drugim.  To je trebalo biti samo prva faza dogovora, dok je druga faza trebala biti uključivanje srpske strane u pregovore. Prema toj zamisli, Republika Srpska je trebala nestati, a BiH bi na cijelom prostoru bila županijski uređena zemlja. U nekoliko svojih javnih istupa ovo je potvrdio i potpisnik sporazuma Krešimir Zubak, no kasnije su Amerikanci odustali od te ideje. Druga faza odnosila se na konfederaciju Hrvatske s Federacijom BiH, koja nikada nije zaživjela. Tadašnji hrvatski ministar vanjskih poslova Mate Granić u knjizi Vanjski poslovi – Iza kulisa politike piše: “Prihvatio sam taj prijedlog iako sam bio svjestan da, ako se i postigne, nikada neće zaživjeti. Znao sam da Tuđman to od mene traži kako bi lakše uvjerio vodstvo Hrvata u BiH da prihvati Washingtonski sporazum ako bude sklopljen”. Granić je potvrdio da je bila riječ o obmani predstavnika Herceg-Bosne.
Ta odredba o konfederaciji je preinačena u Sporazum o posebnim odnosima, koji se ne provodi. Zajedničko vijeće za suradnju se nije sastajalo, Hrvatska je u velikoj mjeri izgradila svoju autocestu A1, ali ne po smjeru iz Sporazuma, a Federacija BiH gradi svoju autocestu A1 na spomenutom paneuropskom koridoru Vc (5c). Suradnja postoji, ali ne u tolikoj mjeri kao što je propisano Sporazumom. S obzirom na ustavnu odrednicu prema kojoj Republika Hrvatska štiti prava i interese svojih državljana koji žive i borave u inozemstvu i promiče njihove veze s domovinom, kojom se dijelovima hrvatskog naroda u drugim državama jamči posebna skrb i zaštita od strane Republike Hrvatske, za Hrvate u BiH u državnom proračunu RH osigurana su sredstva u ukupnom iznosu od oko 40 milijuna kuna godišnje putem Središnjeg državnog ureda za Hrvate izvan Republike Hrvatske. Nakon Tuđmanove smrti su krenule akcije revidiranja i kršenja Washingtonskog sporazuma na štetu Hrvata, jer su brojne ovlasti ukinute županijama. Novouspostavljena federalna ministarstva prosvjete i kulture, te energetike su formirana suprotno sporazumu, jer su ove nadležnosti, prema dokumentu, morale biti na županijskoj razini. Jednako je s pitanjima radija i televizije jer je Federacija BiH dobila isključivi nadzor nad spektrom frekvencija. Također, od početnog pariteta hrvatskih i bošnjačkih ministara, te obaveznog supotpisivanja zamjenika ministra iz drugog naroda na svaki dokument, se prešlo na bošnjačku nadmoć (8 ministara iz reda bošnjačkog naroda, 3 iz srpskog, no koje su birali Bošnjaci, i samo 5 iz hrvatskog) i nebitnost potpisa zamjenika. Uz to, dokumentom je dopušten ustroj vijeća hrvatskih županija koje bi "koordiniralo politiku i aktivnosti u pitanjima od zajedničkog interesa", no unatoč dopuštenju, 2001. godine taj pokušaj visoki predstavnik Wolfgang Petritsch je zaustavio.
Do ključne 2002. godine i promjene Ustava FBiH (Petritschevi amandmani) u sastav Vlade su osim ministara (gdje je Hrvatima bila zagarantirana najmanje 1/3 ministarskih mjesta) ulazili i njihovi zamjenici. Po pravilu, ako je ministar bio Bošnjak – zamjenik je bio Hrvat i obrnuto, ako je ministar bio Hrvat zamjenik je bio Bošnjak. Kada se zbroje mjesta ministara i zamjenika ministara Hrvati su bili ravnopravan partner u federalnoj Vladi (i po brojnosti i po načinu odlučivanja). U načinu odlučivanja u Vladi Federacije BiH uvedene su takve promjene koje su iz ustava izbrisale riječi "konsenzus" i mogućnost bilo kakvog utjecaja konstitutivnih naroda na odluke Vlade, tako da je ostalo isključivo glasovanje običnom većinom. Ta većina su naravno uvijek Bošnjaci (8 ministara + premijer = 9 glasova). Tome treba dodati da zbog svoje brojnosti bošnjačke političke elite redovito popune i srpske kvote u Vladi FBiH (3 ministra). Međutim, to nije bilo dovoljno (11 od 16 ministara plus premijer) pa su u razdoblju 2010. – 2014. (Vlada Platforme) popunili i hrvatske kvote. Ustavna rješenja (2002.) propisuju fiksne kvote ministara po konstitutivnim narodima. Diskriminatorska rješenja su u samom ustavu kojima se jedan enitet faktički priznaje kao srpski (8 Srba – ministara u Vladi Republike Srpske), a jedan entitet kao bošnjački (8 Bošnjaka – ministara u Vladi Federacije BiH). Ukupno, Bošnjaci imaju 13 ministara (41%), Srbi 11 ministara (34%), a Hrvati 8 ministara (25%) u entitetskim vladama. Tu nije uračunato mjesto entitetskog premijera, premijer Vlade RS-a uvijek je Srbin, a premijer Vlade FBiH uvijek Bošnjak. Bosankohercegovački Hrvat ne može biti premijer niti jednog entiteta prema postojećim ustavnim/zakonskim rješenjima.
"Sastav Vijeća Naroda i Doma Naroda biće paritetan tako da svaki konstitutivni narod ima isti broj zastupnika. Najmanje osam najviše 17 zastupnika bit će iz reda jednog konstitutivnog naroda. Ostali su zastupljeni u broju koji ne prelazi polovicu predstavnika jednog konstitutivnog naroda u Vijeću naroda, odnosno Domu naroda" - Sarajevski sporazum o ustavnim promjenama. Učinak Barryjevih amandmana jednostavno omogućava da hrvatski predstavnici budu izabrani od stranaka koje nemaju potporu hrvatskih birača. U teoriji, bošnjačke stranke mogu izabrati 6 izaslanika u hrvatski klub Doma naroda, što predstavlja jednu trećinu od 17. Prema Petritschevim amandmanima nije više potrebna većina u svakom klubu Doma naroda nego samo jedna trećina za izbor Predsjednika/Potpredsjednika FBiH. Predsjednik FBiH je bitan jer potvrđuje Vladu FBiH. Ako u ponovljenom postupku izbora Predsjednika/Potpredsjednika FBiH jedan od domova odbije zajedničku listu, smatrat će se da su kandidirane osobe prihvaćanjem liste u jednom domu. Uvodi se drugi krug glasovanja u kojem je potrebna potvrda u samo jednom domu. S obzirom na to da su Bošnjaci većina stanovništva u FBiH (oko 70%), imaju kontrolu nad Zastupničkim domom Parlamenta FBiH te u praksi nad svim klubovima u Domu naroda osim hrvatskog, jasna je opasnost koju za Hrvate predstavljaju spomenute promjene. Svake opće izbore se vodi velika borba kako Bošnjaci ne bi izabrali trećinu hrvatskoga kluba i tako potpuno dekonstituirali Hrvate. Pet je županija s većinskim bošnjačkim stanovništvom (Unsko-sanska, Tuzlanska, Zeničko-dobojska, Sarajevska i Bosansko-podrinjska), iz svake dolazi po jedan izaslanik u Klub Hrvata. Bošnjaci u teoriji mogu izabrati trećinu hrvatskih izaslanika, izbaciti Hrvate iz formiranja izvršne vlasti i praktički ih pretvoriti u nacionalnu manjinu. Klub izaslanika hrvatskog naroda u Domu naroda Parlamenta FBiH predstavlja posljednjeg jamca konstitutivnosti Hrvata u BiH.

## Vanjske poveznice
- Sporazum o posebnim odnosima između Republike Hrvatske i Federacije BiH